# Habala
Habala je malá horská vesnice v provincii 'Asir v Saúdské Arábii. Jejím původním obyvatelstvem byla kmenová komunita „květinových lidí,“ nazývaná tak podle zvyku nosit ve vlasech vysušené květiny. Vesnice byla dříve dostupná pouze po provazových žebřících; Habala znamená v arabštině „provaz“.
V devadesátých letech minulého století byla v rámci podpory turismu postavena lanovka, poskytující přístup do vesnice a k jejím působivým horským výhledům. V důsledku toho byli místním obyvatelům vyvlastněny jejich domovy; a měli být přestěhováni do moderní vesnice, postavené za tím účelem v údolí. Když odmítli, přesunula je násilím saúdskoarabská národní garda. Dnes mají někteří z obyvatel opět do vesnice přístup, ale pouze v letních měsících, aby mohli pro turisty předvádět své tradiční tance.